# هاينز كورن
هاينز كورن (بالألمانية: Heinz Korn)‏ هو عسكري ألماني، ولد في 19 فبراير 1920 في برلين في ألمانيا، وتوفي في 13 أكتوبر 2000 في بوكستهوده في ألمانيا.